# Apocalipse 1
Apocalipse 1 é o primeiro capítulo do Livro do Apocalipse (também chamado de "Apocalipse de João") no Novo Testamento da Bíblia cristã. O livro todo é tradicionalmente atribuído a João de Patmos, uma figura geralmente identificada como sendo o apóstolo João.

## Texto
O texto original está escrito em grego koiné e contém 20 versículos. Alguns dos mais antigos manuscritos contendo porções deste capítulo são:
- Papiro 98 (século II, versículos 13-20)
- Papiro 18 (séculos III/IV, versículos 4-7)
- Codex Sinaiticus (330-360, completo)
- Codex Alexandrinus (400-440, completo)
- Codex Ephraemi Rescriptus (c. 450; versículos 3-20)

### Estrutura
Este capítulo pode ser dividido em 3 seções distintas:
- Prólogo (versículos 1-3)
- Cumprimentos e doxologia (versículos 4-8)
  - Em Apocalipse 1:7 há uma referência a Daniel 7:13 e Zacarias 12:10
- "Visão de João do Filho do Homem" (versículos 9-20)
  - Em Apocalipse 1:13 há uma referência a Daniel 7:13

## Visão de João do Filho do Homem

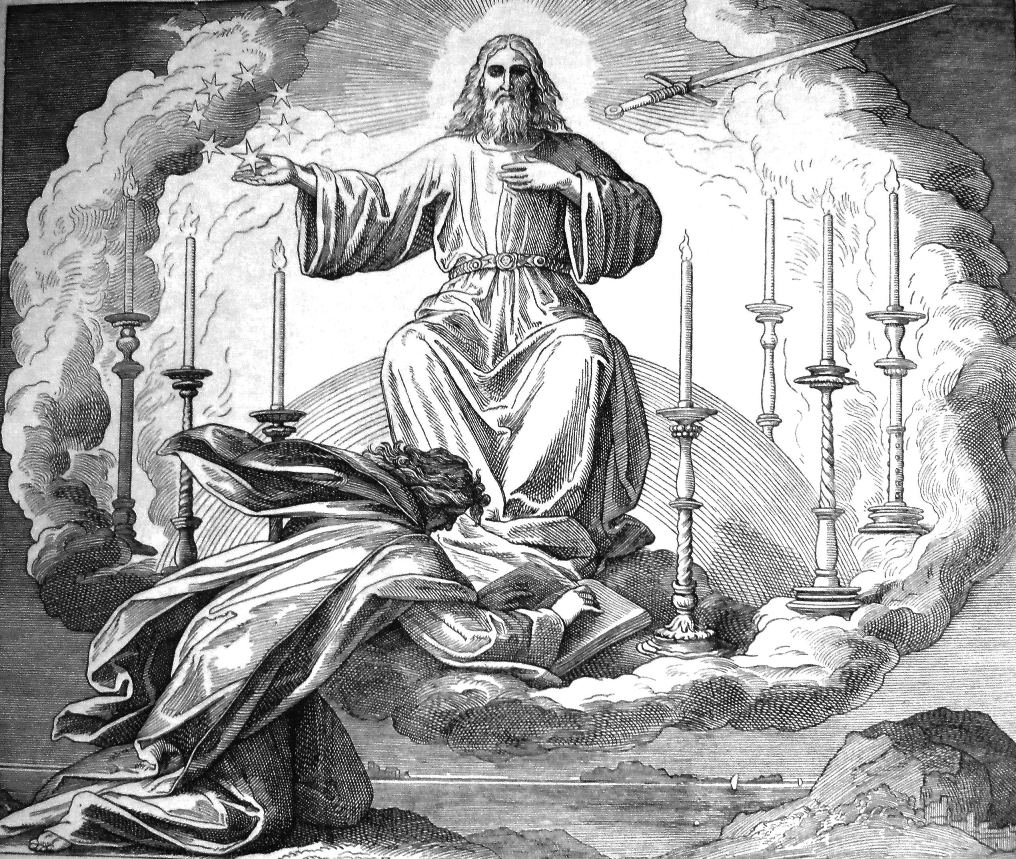
Gravura da visão de João do Filho do Homem em Apocalipse 1:9-20

O trecho entre os versículos 9 e o fim do capítulo 1 do Apocalipse é conhecido como Visões de João do Filho do Homem. Nele, João tem uma visão de Jesus Cristo ressuscitado, ascendido ao Céu e glorificado, a quem ele chama de "Filho do Homem" (Apocalipse 1:13). Jesus aparece nesta visão vestindo uma roupa comprida com um cinto de ouro, com cabelos brancos e olhos "em chama", pés de latão (ou bronze) e uma voz "como que de muitas águas". Ele segura sete estrelas na mão direita e de sua boca saía uma espada de dois gumes.

### Contexto
João de Patmos, geralmente identificado como sendo o apóstolo João, estava exilado na ilha grega de Patmos, provavelmente na época do imperador romano Domiciano. Segundo ele próprio, no Dia do Senhor ele foi "arrebatado" pelo Espírito Santo e ouviu uma voz "como de uma trombeta" (Apocalipse 1:10. Quando ele se virou, teve a visão do Filho do Homem. Em Apocalipse 17:18, a figura se auto-identifica como "o primeiro e o último" (Alfa e Ômega), e o "que vivo; fui morto, mas eis que estou vivo pelos séculos dos séculos", uma referência à Ressurreição de Jesus.

### Ligações com o resto do livro
Parte do linguajar utilizado em Apocalipse 1 também aparece em Apocalipse 19: para descrever o cavaleiro do cavalo branco. Em ambos os trechos, Jesus aparece com uma espada saindo da boca (Apocalipse 1:16 e 19:15) e "olhos como chama de fogo" (1:14 e 19:12).
O Filho do Homem nesta passagem aparece entre sete candeeiros que representam as sete igrejas da Ásia (Apocalipse 1:20). Apocalipse 2 e Apocalipse 3 relatam cartas escritas às sete igrejas por João relatando o que lhe fora revelado pelo Filho do Homem (em Apocalipse 1:11, ele diz "o que vês, escreve-o num livro, e envia-o às sete igrejas que estão na Ásia"). Nestes trechos, o Filho do Homem é identificado sempre em relação a esta visão de João, como "aquele que tem a afiada espada de dois gumes" em Apocalipse 2:12.

### Interpretações

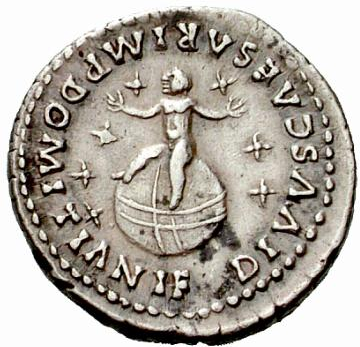
Reverso de um denário de Domiciano mostrando seu filho rodeado por sete estrelas e sentado sobre o mundo.

William Hendriksen sugere que toda a visão "é simbólica de Cristo, o Sagrado, vindo para expurgar suas igrejas" e para "punir os que estão perseguindo seus eleitos". A veste comprida e o cinto dourado, segundo David Chilton, são uma referência à veste oficial do sumo-sacerdote israelita. O cabelo branco é compartilhado pelo Antigo de Dias de Daniel 7 (Daniel 7:9)
"Wisdom and the dignity of age" e o os olhos de fogo seriam capazes de "ler todos os corações e penetrar os cantos mais escondidos". Os pés de latão (ou bronze) representariam "força e estabilidade" para "pisotear os inimigos". A voz como "de muitas águas" seria uma referência "ao poder impressionante de uma grande catarata".
As sete estrelas na mão direita foram interpretadas por Chilton como sendo as Plêiades e representariam a "suprema autoridade política". Kistemaker interpreta a mão direita como uma fonte de poder e de proteção enquanto que Murphy enxerga um simbolismo astrológico: "as estrelas podem ser entendidas como senhoras do destino humano, mas Jesus é quem controla as estrelas". Os dois gumes da espada significam o poder de salvar e de destruir e a face como a do sol é entendida como uma referência ao Cristo transfigurado.

#### Interpretações das sete estrelas
Uma imagem semelhante à de Jesus segurando as sete estrelas na mão direita pode ser encontrada nas moedas do imperador romano Domiciano, que perdeu um filho ainda criança em algum momento entre 77 e 81. Ele foi depois deificado e passou a ser representado nas moedas romanas com sete estrelas. Embora o filho de Domiciano não apareça "segurando" as estrelas, alguns estudiosos traçaram paralelos entre estas duas imagens. Ernest Janzen defende que o globo sobre o qual o menino-deus aparece representa o domínio e poderio mundial romano enquanto que as estrelas seriam uma referência à sua natureza divina. Ele seria o "filho de (um) deus" e "conquistador do mundo". Austin Farrer, por outro lado, interpreta a imagem como sendo os sete planetas clássicos e interpreta a visão como representando o comando de Jesus sobre o tempo. Frederick Murphy afirma que a imagem de Jesus no Apocalipse com sete estrelas em sua mão possa ser uma alusão à da moeda e uma crítica implícita a ela. Não é a família imperial que tem importância cósmica, mas Jesus".
O próprio João conta, em Apocalipse 1:20, que as sete estrelas são os anjos das sete igrejas da Ásia. Ao comentar esse versículo, C.I. Scofield afirma: "A explicação natural dos 'mensageiros' [anjos] é que eles eram homens enviados pelas sete igrejas para saber notícias do já idoso apóstolo ... mas eles representam qualquer figura que portem mensagens de Deus para uma igreja". No Novo Testamento, a palavra grega para "anjos" ("aggelos") é utilizada não apenas para referenciar anjos celestiais, mas também mensageiros humanos, como é o caso de João Batista (Mateus 11:10, Marcos 1:2, Lucas 7:27). Merrill Unger acredita que as estrelas representem estes mensageiros humanos.